# San Antonio Huista
San Antonio Huista – miasto w zachodniej Gwatemali, w departamencie Huehuetenango, około 70 km na północny zachód od stolicy departamentu, miasta Huehuetenango i około 20 km od granicy państwowej z meksykańskim stanem Chiapas. Miasto leży w dolinie w górach Sierra Madre de Chiapas na wysokości 1377 m n.p.m.
Według danych szacunkowych w 2012 roku liczba ludności miasta wyniosła 6 895 mieszkańców.
Jest siedzibą władz gminy o tej samej nazwie, która w 2012 roku liczyła 18 138 mieszkańców. Gmina jak na warunki Gwatemali jest mała, a jej powierzchnia obejmuje 156 km².